# جون روبنسون (عسكري)
جون روبنسون (بالإنجليزية: John Robinson)‏ هو عسكري أمريكي، (ولد في كوبا 1840  م).